# 兵宪石坊
兵宪石坊，位于山西省晋中市和顺县城中和街北门，1996年以石牌坊之名登录为中华人民共和国山西省文物保护单位。
1996年1月12日，授予山西省文物保护单位，是一座古建筑及历史纪念建筑物。
兵宪石坊的配坊与其相隔约30米，是一座木牌坊，又名诰封副使坊，2003年以木牌坊之名登录为晋中市文物保护单位。